# Geneviève Halévy

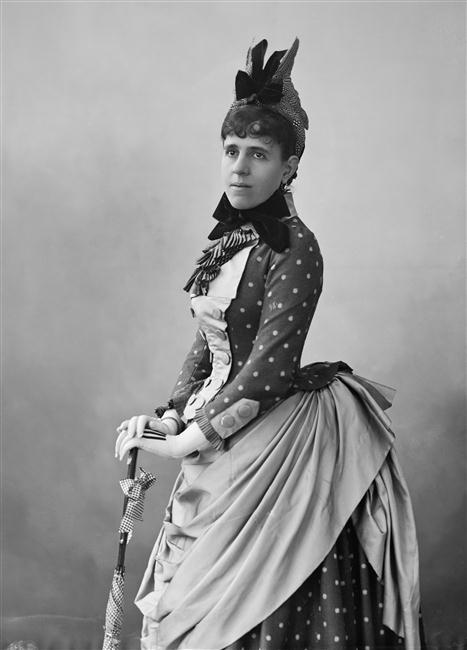
Geneviève Straus, geborene Halévy

Geneviève Halévy, auch Geneviève Bizet oder Geneviève Straus (* 26. Februar 1849 in Paris; † 22. Dezember 1926 in Paris) war eine Pariser Salonnière. Sie war in erster Ehe verheiratet mit dem Komponisten Georges Bizet, in zweiter Ehe mit dem Anwalt Émile Straus.
Geneviève Halévy gilt als eins der Vorbilder für Odette de Crécy und für die Herzogin von Guermantes in Marcel Prousts Roman Auf der Suche nach der verlorenen Zeit.

## Leben

### Familie
Geneviève Halévy wurde als zweites Kind des französischen Komponisten Fromental Halévy und seiner Frau Léonie Rodrigues-Henriques (1820–1884) in Paris geboren. Ihre Mutter war portugiesisch-sephardischer Herkunft.
Der Vater war ein erfolgreicher Opernkomponist und bekleidete das Amt eines ständigen Sekretärs der Académie des Beaux-Arts. Sie selbst war als Bildhauerin ausgebildet worden, nahm ab 1877 an mehreren Salons des Indépendants teil und sammelte Kunst.
Genevièves ältere Schwester war eine Klavierschülerin von Charles Gounod. Ihr Cousin Ludovic Halévy war Schriftsteller. Er war mit dem Librettisten und Bühnenautor Henri Meilhac und mit Jacques Offenbach befreundet, für den die beiden Autoren Libretti schrieben.

### Kindheit, Jugend, erste Ehe
Als Geneviève 13 Jahre alt war, starb der Vater, zwei Jahre später auch ihre einzige Schwester. Mutter und Tochter blieben von da an psychisch instabil und durchlitten immer wieder depressive Phasen. Mit 20 Jahren heiratete sie Georges Bizet, einen Lieblingsschüler ihres Vaters, den sie auf einer Soirée kennengelernt hatte. Zwei Jahre später wurde der einzige Sohn Jacques Bizet geboren, der zusammen mit Proust das Lycée Condorcet am Boulevard Haussmann besuchte und der ein lebenslanger Freund von Marcel Proust war.
Wohl wegen prekärer finanzieller Verhältnisse lebte die Familie zusammen mit der Familie ihres Onkels Léon Halévy in dessen Haus in der Rue de Douai 22 im 9. Arrondissement. 1875 starb Bizet an einem Herzanfall, und Geneviève war mit 26 Jahren Witwe.
Geneviève erbte die Rechte an den Werken ihres Ehemanns, dessen Oper Carmen sich zu einem Kassenschlager entwickelt hatte, und ihres Vaters, was sie in der Folge zu einer finanziell unabhängigen Frau machte.

### Die Salonnière

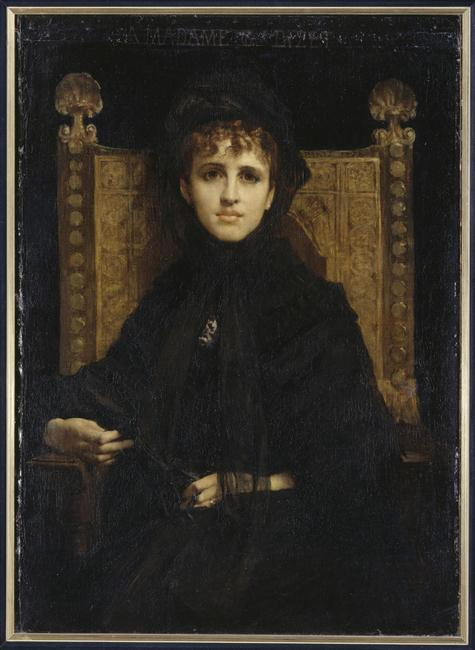
Geneviève Halévy-Straus, von Jules-Élie Delaunay, Musée d’Orsay (1878)

Im Haus ihres Onkels eröffnete sie einen Les jeudis de Ludovic genannten Salon, in dem sie jeden Donnerstag Gäste empfing und der vor allem der Förderung ihres Cousins dienen sollte. Im Oktober 1886 – 11 Jahre nach dem Tod von Georges Bizet – heiratete sie den Anwalt Émile Straus (1844–1929), der für die Rothschilds arbeitete. Das Paar bezog eine Etage in einem Haus am Boulevard Haussmann 134. In ihrem Salon, der mit Bildern von Nattier, Quentin de la Tour, Monet und mit ihrem eigenen Porträt, gemalt von Jules-Élie Delaunay, ausgestattet war, empfing sie Künstler und Intellektuelle, Politiker, Mitglieder jüdischer Bankier- und Unternehmerfamilien sowie Vertreter der französischen Aristokratie.
Zu ihren Gästen zählte der Adel des Faubourg Saint-Germain, so der Bankier Alphonse de Rothschild und seine Frau Leonora de Rothschild (1837–1911), Robert de Montesquiou, die Comtesse Delfina Potocka (1807–1877), Freundin und Förderin von Frédéric Chopin und Zygmunt Krasiński, Alice Duchesse de Richelieu, die spätere Fürstin von Monaco, die Comtesse Laure de Chevigné (1859–1936), eine geborene de Sade und Großnichte des berühmten Marquis und deren Ehemann Adhéaume de Chevigné (1847–1911), die Prinzessin Mathilde, außerdem die Kunstmäzeninnen Winnaretta Singer – verheiratet mit Edmond de Polignac –, die Comtesse Greffulhe, die Comtesse de Pourtalès, Charles Ephrussi und viele andere.
Außer Proust und ihrem Cousin Ludovic verkehrten hier die Autoren Paul Bourget, Paul Hervieu, Jules Lemaître, Guy de Maupassant, Henri Meilhac, Georges de Porto-Riche und Joseph Reinach oder Künstler wie Edgar Degas, Jacques-Émile Blanche und Jean-Louis Forain, die Schauspieler Lucien Guitry (1860–1925), der Vater von Sacha Guitry, Gabrielle Réjane (1856–1920), die der Schauspielerin Berma in Prousts Roman Züge verliehen hat, oder Emma Calvé, eine der berühmtesten Operndiven ihrer Zeit. Zu Gast waren die Politiker d’Arenberg (1837–1924), Léon Blum, Lord Lytton und der englische Kunstkritiker George Moore.
Während der Dreyfus-Affäre wurde Geneviève Straus’ Salon zum Sammelpunkt der Dreyfus-Unterstützer, zu denen von Anfang an auch Proust gehörte, der sonst wenig Interesse an Politik zeigte. Auch Émile Zola, der am 13. Januar 1898 seinen offenen Brief J’accuse in der Zeitschrift L’Aurore veröffentlichte, besuchte regelmäßig ihren Salon.
Wie Proust im September des gleichen Jahres in einem nicht datierten Brief an Geneviève Straus schreibt, hatte eine Gruppe um den Journalisten Fernand Labori und Anatole France eine Petition an Clemenceau zu Gunsten von Dreyfus entworfen, und bittet sie darin, ihre Verbindungen zu nutzen, um weitere Personen zur Unterzeichnung des Briefs zu bewegen. Proust selbst gehörte zu den ersten Unterzeichnern.
Mit Beginn des neuen Jahrhunderts verlor ihr Salon an Bedeutung. Nach 1910 zog sich Geneviève fast vollständig vom öffentlichen Leben zurück. 1922 beging ihr Sohn Suizid, wenige Wochen vor dem Tod Marcel Prousts. Geneviève Straus starb im Dezember 1926 in Paris.

### Geneviève Halévy und Marcel Proust
Geneviève Halévy kannte Proust, der zur gleichen Zeit wie ihr Sohn Jacques Bizet das Lycée Condorcet besuchte, bereits seit jungen Jahren. Jacques und Proust waren ein Leben lang befreundet, und Proust häufiger Gast bei den Straus am Boulevard Haussmann, wo auch die Prousts wohnten, Geneviève ihren Salon führte, der den jungen Proust von Anfang an faszinierte. 1908 schenkte Geneviève ihm fünf Notizbücher, in denen Proust anfing, Skizzen und Entwürfe für den geplanten Roman niederzuschreiben. Geneviève und Proust führten einen ausgedehnten Briefwechsel. In diesen Briefen erörterte Proust unter anderem literarisch-stilistische Probleme oder stellte Überlegungen über die Charaktere seines Romans an. Der Briefwechsel endete erst wenige Wochen vor Prousts Tod.
Im Salon von „Madame Straus“ lernte Proust auch die Comtesse de Greffulhe kennen, die wiederum eine Cousine des Schriftstellers Robert de Montesquiou war, der Proust später auch in Adelskreise einführen sollte. Die Gräfin Greffulhe war das Hauptvorbild für die Figur der Herzogin von Guermantes in Prousts Roman Auf der Suche nach der verlorenen Zeit. Einige äußere Aspekte dieser Figur entnahm Proust auch der Persönlichkeit der Gräfin Laure de Chevigné (geb. Marquise de Sade) (1859–1936), die er ebenfalls im Salon von Geneviève Straus kennengelernt hatte. Der kunstsinnige Esprit der Herzogin von Guermantes ist jedoch nach dem Vorbild von Madame Straus selbst dargestellt.

## Briefe
- Marcel Proust: Correspondance avec Madame Straus. préface de Susy Mante-Proust (1903–1986). Correspondance générale de Proust. Bd. V.2. [Paris: Plon 1936]. Ausgabe Paris 1993, hrsg. von Jean-Claude Zylberstein. Collection 10/18 suivi de lettres de Marcel Proust à Emile Straus et en appendice, treize lettres de Geneviève Straus à Marcel Proust.